# Sabioneta
Sabioneta (em italiano: Sabbioneta) é uma comuna italiana da região da Lombardia, província de Mântua, com cerca de 4.260 habitantes. Estende-se por uma área de 37 km², tendo uma densidade populacional de 115 hab/km². Faz fronteira com Casalmaggiore (CR), Commessaggio, Rivarolo del Re ed Uniti (CR), Spineda (CR), Viadana.
Faz parte da rede das Aldeias mais bonitas de Itália.

## Demografia
| Variação demográfica do município entre 1861 e 2011                               |
|                                                                                   |
| Fonte: Istituto Nazionale di Statistica (ISTAT) - Elaboração gráfica da Wikipedia |

## Biblioteca
- Campagnano, Anna Rosa; Sema Petragnani (2007). A milenária presença de judeus na itália: resgatando a memória da imigração de judeus italianos no Brasil (1938-1941). [S.l.]: Atheneu. ISBN 8573798882